# Фараонки

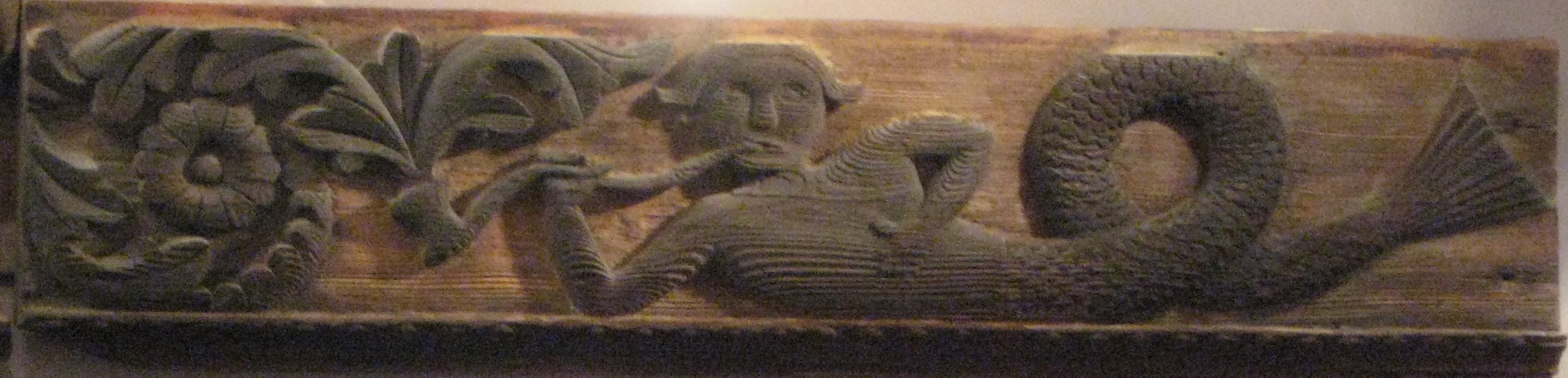
Деталь деревянной резьбы c изображением фараонки

Фарао́нка, фарао́н, фарао́нчик, фаляро́н — в русском фольклоре полурыбы-полудевы. Согласно легенде, известной с XVI века, произошли от египтян, утонувших в Чермном море при погоне войск «фараона лютого» за Моисеем и евреями во время Исхода. Их кони превратились в полуконей-полурыб. Это проклятые погибшие люди с глухим и хриплым волшебным голосом, которым суждено оставаться в таком обличье до конца света.
В отличие от традиционных славянских русалок — человекоподобных утопленниц — фараонки из всего русского бестиария наиболее близки к западноевропейским «хвостатым» русалкам. 

## Легенды
Этот персонаж славянского бестиария сложился на основе апокрифических легенд, сказаний, духовных стихов, то есть народной переработки библейского сюжета, описывающего, как воды расступились, пропустили Моисея и евреев, но сомкнулись над головами египтян:

И простер Моисей руку свою на море, и гнал Господь море сильным восточным ветром всю ночь и сделал море сушею, и расступились воды. И пошли сыны Израилевы среди моря по суше: воды же были им стеною по правую и по левую сторону. Погнались Египтяне, и вошли за ними в средину моря все кони фараона, колесницы его и всадники его. И в утреннюю стражу воззрел Господь на стан Египтян из столпа огненного и облачного и привел в замешательство стан Египтян; и отнял колеса у колесниц их, так что они влекли их с трудом. И сказали Египтяне: побежим от Израильтян, потому что Господь поборает за них против Египтян. И сказал Господь Моисею: простри руку твою на море, и да обратятся воды на Египтян, на колесницы их и на всадников их. И простер Моисей руку свою на море, и к утру вода возвратилась в своё место; а Египтяне бежали на встречу [воде]. Так потопил Господь Египтян среди моря. И вода возвратилась и покрыла колесницы и всадников всего войска фараонова, вошедших за ними в море; не осталось ни одного из них. А сыны Израилевы прошли по суше среди моря: воды [были] им стеною по правую и по левую сторону. И избавил Господь в день тот Израильтян из рук Египтян, и увидели Израилевы Египтян мертвыми на берегу моря.— Исх. 14:21—30
Утонувшие же в Чермном море египтяне претерпели превращение:

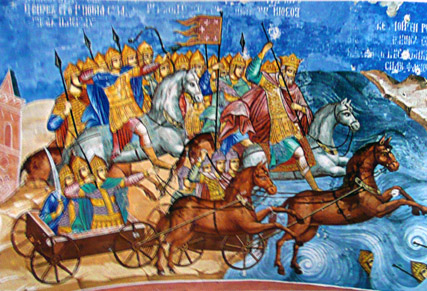
Войско фараоново тонет в Чермном море. Фреска XVII века в ярославской церкви Николы Надеина

«люди фараона обратишася рыбами», «у тех рыб главы человеческие, а тулова нет, токмо ед глава, а зубы и нос человечи; а где уши, тут перья, а где потылица, тут же и не яст их никтоже». Обратились рыбами и оружие, кони воинов: «…а на конских рыбах шер конская, а кожа на них толста на перст, ловят их и кожи в них снимают тело мечут, а в кожах переды и подошвы шьют; а воды те кожи не терпят, а в сухоноско, на год станут».
— Сказание о переходе Чермного моря по списку 1602 г.
Фараонки — достаточно книжный образ, результат вторичного осмысления традиционного образа русалки под влиянием легендарного цикла, сложившегося вокруг библейских мифов. Это «чудные белотелые девы с русыми кудрями, которые плавают в море. У них рыбьи хвосты» (Сарат.). Народные верования о фараонках смыкались с представлениями о русалках, водяных, а также испытывали литературное влияние (ср. описания русалок в виде прекрасных девушек с рыбьими хвостами у писателей-романтиков XIX в.).
В Новгородской губернии считали, что у фараонов только «голова человеческая», а остальное у них рыбье. Случается, что в ясную погоду они выскакивают из воды и кричат: «Царь Фараон в воде потонул».
Рассказывают, что фараонки «выныривают из воды при виде корабля и кричат „Фараон!“, хватаются за корабль ручищами и спрашивают „Когда с судом сойдёт?“ — „Завтра“ иль-бо „Послезавтра“, — скажут с корабля, чтоб только отвязаться. Ну и отстанут, а без того ни за что не отстанут, такие привязчивые, право. Им, вишь, узаконено жить в море до преставленья света. Тогда, вишь, их рассудят с царём фараоном: из-за него погибли и сделались получеловеками. Это море так и прозывается: фараонское море». Услышав, что конец света скоро, фараонки радуются. Если же ответить, что нескоро — от обиды могут корабль потопить, поэтому лучше их обманывать. Интерес фараонок к концу света связан с преданием, что они обречены находиться в полурыбьем-получеловеческом облике до дня светопреставления.
Они любят ненастье, в хорошую погоду спрашивают «у своего фараона», когда она переменится. По украинским легендам, фараонки ночью выходят из воды и съедают людей, которые попадаются им навстречу. Черты людоедов приписываются фараонкам и на Смоленщине. Иногда их ловят и показывают в чанах с водой. На Вологодчине «древними людьми» и «фараоновым войском» считали лягушек.
По рассказам жителей Смоленщины, это «египетские цыгане», ставшие такими по мановению Моисеева жезла; они похожи на людей, но покрыты рыбьей чешуей, одноглазы, могут обитать лишь в воде. Фараон, фараонка — один из персонажей «силы бесовской» в верованиях раскольников.

## Изображения

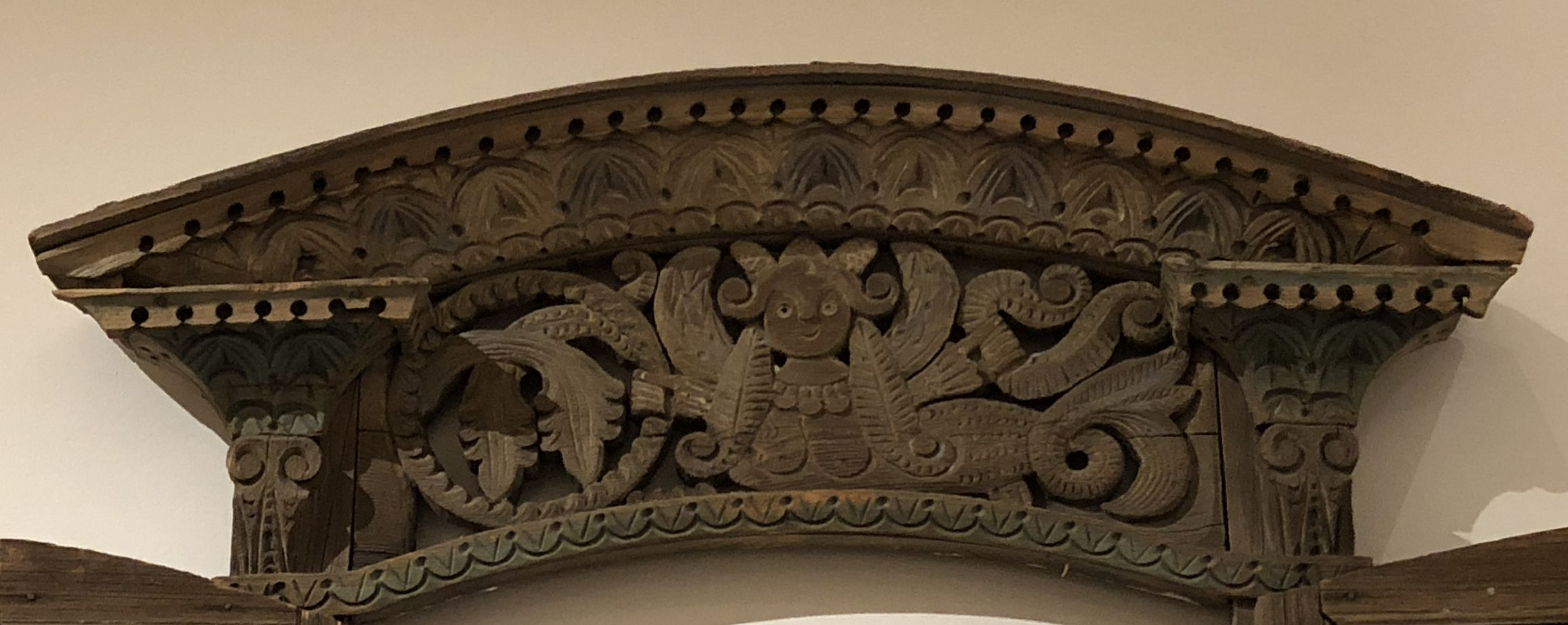
Фараонка (деталь наличника окна из деревни Коновалиха Балахинского уезда), 1890-е гг.

Изображения фараонок иногда встречаются в русской деревянной резьбе домов (барочная «корабельная» резьба, Среднее Поволжье), кораблей (например, расшив) и в народных росписях. В некоторых регионах «фараонка» (пышногрудая женщина с рыбьим хвостом) — общий термин для обозначения изображений морских дев.

## В литературе
- Упоминаются героиней пьесы А. Н. Островского «Праздничный сон — до обеда» Ничкиной: «Говорят, что царь Фараон стал по ночам с войском из моря выходить».
- В литературном русском языке слово «фараонка» можно встретить как синоним слова «цыганка», так как в старинных представлениях европейских народов цыгане будто бы происходили из Египта, о чём свидетельствуют названия цыган: англ. Gypsies, исп. Gitanos, фр. Gitans, венг. Pharao nerek, евр. Tso’anim (от провинции Цоан в Египте). Примеры: Лев Мей, «Полежаевской фараонке»; Александр Полежаев, «Цыганка».